# Sapa Inka
Sapa Inka (eller i den spanske form: Sapa Inca) eller Inka Qhapaq var den øverste leder (konge/kejser) af Kongedømmet Cuzco og senere i Inkariget (Tawantinsuyu). Oprindelsen til positionen er mytisk og knyttet til legenden om grundlæggelsen af byen Cuzco, men historisk er der belæg for at anse positionen som etableret omkring år 1200 i forbindelse med etableringen af Kongedømmet Cuzco. Positionen som Sapa Inka gik i arv for fader til søn. 
Der er to kendte dynastier, der hver især blev ledet af medlemmer af inkasamfundets to slægts- eller klangrene Hurin og Hanan. Sidstnævnte havde magten, da Spanien erobrede Inkariget. 
Den sidste officielle Sapa Inka var Atahualpa, der blev henrettet af Francisco Pizarro og dennes conquistadorer i 1533. Titlen som Sapa Inka blev dog hævdet af flere efterfølgere.

## Sapa Inkaer før den spanske erobring

### Første dynasti
Bl.a. på grund af manglen på datidige skriftlige kilder, kender man ikke meget til regenterne i det første dynasti af Sapa Inkaer. Sapa Inkaerne tilhørte den del af samfundet, der blev betegnet Hurin og de regerede over Kongeriget Cuzco. Deres ophav er knyttet til myten om skabelsen af Cuzco og er knyttet til skabelseslegenden. Dynastiet anses at være grundlagt af Manco Cápac, der blev anset at være søn af solguden Inti.
| Sapa Inka                         | Billede | Født                           | Død     |
| --------------------------------- | ------- | ------------------------------ | ------- |
| Manco Cápac c. 1200 – c. 1230     |         | Anset for søn af solguden Inti | c. 1230 |
| Sinchi Roca c. 1230 – c. 1260     |         | søn af Manco Cápac             | c. 1260 |
| Lloque Yupanqui c. 1260 – c. 1290 |         | søn af Sinchi Roca             | c. 1290 |
| Mayta Cápac c. 1290 – c. 1320     |         | søn af Lloque Yupanqui         | c. 1320 |
| Cápac Yupanqui c. 1320 – c. 1350  |         | søn af Mayta Cápac             | c. 1350 |

Tilnavnet capac betyder "krigsherre" og sinchi betyder "leder".

### Andet dynasti
Hvor Inkaerne i det første dynasti tilhørte Hurin-delen af inkaernes samfund, tilhørte Inkaerne i andet dynasti samfundets anden del, Hanan. Første Inka i det andet dynasti var Inka Roca fra Hanan-delen, der var søn af den sidste Hurin Sapa Inka, Cápac Yupanqui. Efter Cápac Yupanquis død var det planen, at en anden af dennes sønner, Inka Rocas halvbror Quispe Yupanqui, skulle overtage magten, men Hanan-delen gjorde oprør, og indsatte i stedet Inka Roca.
| Sapa Inka                       | Billede | Født                       | Død                                  |
| ------------------------------- | ------- | -------------------------- | ------------------------------------ |
| Inka Roca c. 1350 – c. 1380     |         | søn af Cápac Yupanqui      | c. 1380                              |
| Yáhuar Huácac c. 1380 – c. 1410 |         | søn af Inka Roca           | c. 1410                              |
| Viracocha c. 1410–1438          |         | søn af Yáhuar Huácac       | 1438                                 |
| Pachacuti 1438–1471             |         | søn af Viracocha           | 1471                                 |
| Túpac Inka Yupanqui 1471–1493   |         | søn af Pachacuti           | 1493                                 |
| Huayna Capac 1493–1527          |         | søn af Túpac Inka Yupanqui | 1527                                 |
| Ninan Cuyochi 1527              |         | søn af Huayna Capac        | 1527                                 |
| Huáscar 1527–1532               |         | søn af Huayna Capac        | 1533 Dræbt af Atahualpa              |
| Atahualpa 1532–1533             |         | søn af Huayna Capac        | 26. juli 1533 Henrettet af spanierne |

Ninan Cuyochi, der var Sapa Inka i nogle få dage i 1527, er nogle gange udeladt af listen over Sapa Inkaer, da nyheden om hans død som følge af kopper nåede Cuzco kort efter, at han var erklæret for Sapa Inka. Han havde været med Huayna Cápac, da han døde af sin sygdom, der var blevet bragt til Inkariget med europæerne. Ninans død førte til udbruddet af Inkarigets borgerkrig, hvor Huáscar og Atahualpa kæmpede om magten, en svaghed, der blev udnyttet, da Spanierne kort efter besejrede Inkariget.

## Sapa Inkaer efter Spaniens erobring
| Sapa Inka                     | Billede | Født                       | Død                                   | Noter |
| ----------------------------- | ------- | -------------------------- | ------------------------------------- | --- |
| Túpac Huallpa 1533            |         | søn af Huayna Capac        | 1533                                  | Indsat af Francisco Pizarro. |
| Manco Inka Yupanqui 1533–1544 |         | søn af Huayna Capac        | 1544                                  | Indsat af Francisco Pizarro. Ledte et oprør mod spanierne i 1536; efter nederlaget flyttede han imperiet til Vilcabamba i Peru. |
| Paullu Inka 1536–1549         |         | søn af Huayna Capac        | 1549                                  | Indsat af spanierne efter Manco Inkas oprør; regerede i Cuzco.                                                                  |
| Sayri Túpac 1544–1560         |         | søn af Manco Inka Yupanqui | 1560                                  | Regerede i Vilcabamba. |
| Titu Cusi 1563–1571           |         | søn af Manco Inka Yupanqui | 1571                                  | Regerede i Vilcabamba. |
| Túpac Amaru 1571–1572         |         | søn af Manco Inka Yupanqui | 24. september 1572 Dræbt af spanierne | Regerede i Vilcabamba. Den sidste Sapa Inka.                                                                                    |

## Eksterne links
- Wikimedia Commons har flere filer relateret til Sapa Inka